# Фонтаркада
Фонтаркада (порт. Fontarcada)  —  район (фрегезия) в Португалии,  входит в округ Брага. Является составной частью муниципалитета  Повуа-де-Ланьозу. Находится в составе крупной городской агломерации Большое Минью. По старому административному делению входил в провинцию Минью. Входит в экономико-статистический  субрегион Аве, который входит в Северный регион. Население составляет 1362 человека на 2001 год. Занимает площадь 5,60 км².
Покровителем района считается Иисус Христос (порт. Divino Salvador).